# Franz Rudnick
Franz Rudnick (* 13. Oktober 1931 in Berlin; † 13. Oktober 2005 in München), auch Francis J. Rudnyck, war ein deutscher Schauspieler und Synchronsprecher.

## Leben
Franz Rudnick besuchte die Schauspielschule des Deutschen Theaters in Berlin unter Agnes Windeck und Gerda Müller. Sein Debüt gab er am Theater von Halberstadt.
Engagements führten ihn nach Schwerin, Dresden, Magdeburg und an die Tribüne in Berlin. Von dort ging er 1972 an das Deutsche Schauspielhaus in Hamburg und wechselte 1977 an die Münchner Kammerspiele.
Als Synchronsprecher lieh er vielen bekannten Schauspielern seine Stimme, zum Beispiel James Cromwell, Christopher Plummer und Martin Landau. Seine bekannteste Synchronrolle ist der Gunnery Sergeant Hartman im Film Full Metal Jacket. Außerdem war er als Ansager der Reihe „Schweine im Weltall“ in der deutschen Fassung der Muppet Show zu hören.

## Privatleben

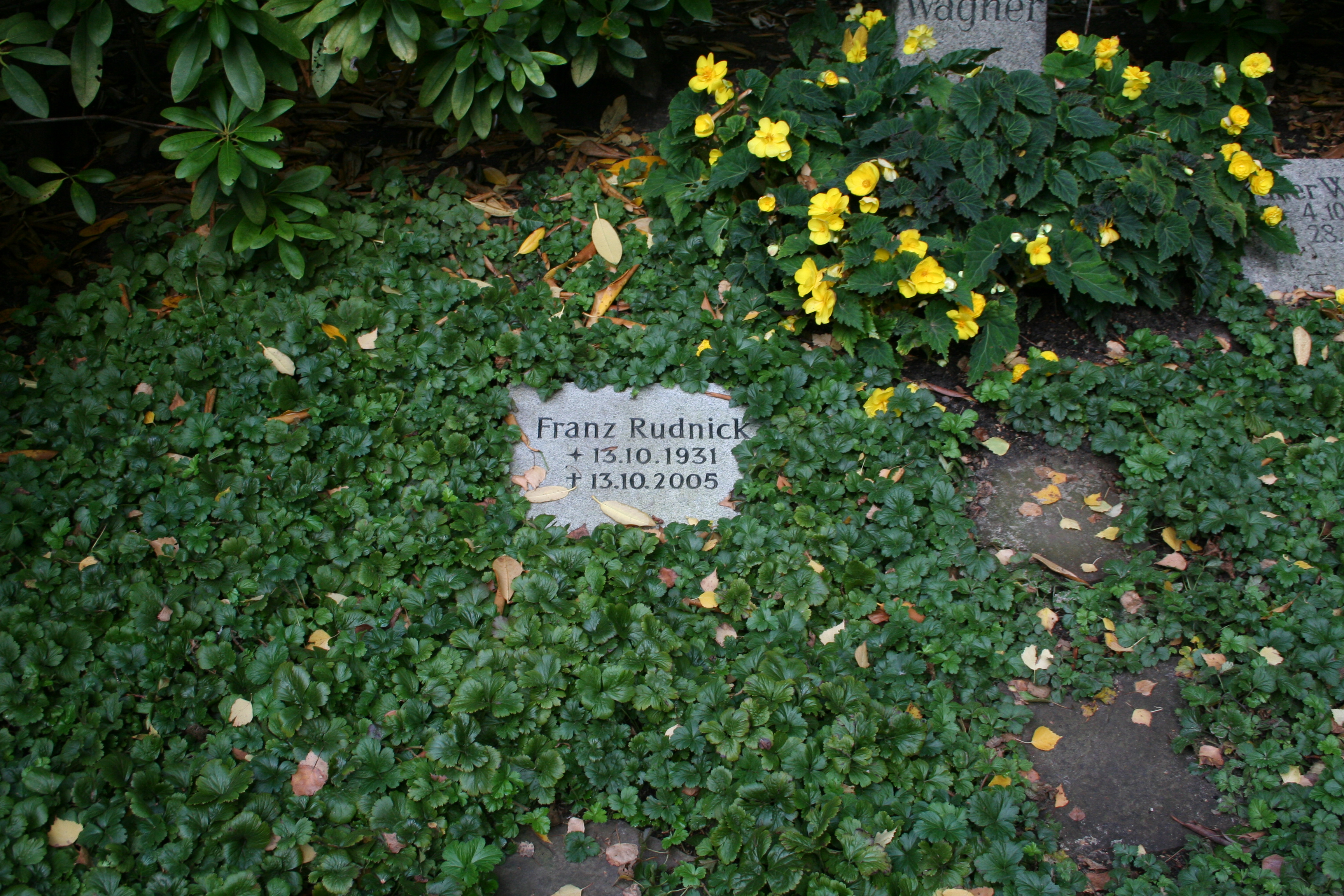
Grab von Franz Rudnick

Franz Rudnick war verheiratet mit der Schauspielerin und Autorin Susanne von Loessl.
Er starb am 13. Oktober 2005, am Tag seines 74. Geburtstages, nach längerer Krankheit in einer Münchener Klinik.
Franz Rudnick wurde am 25. Oktober 2005 auf dem Nienstedtener Friedhof in Hamburg bestattet.

## Filmografie (Auswahl)
- 1963: Meine Frau Susanne – Die Urlaubsreise (Fernsehreihe)
- 1965: Gestatten, mein Name ist Cox – Mord unter umgekehrten Vorzeichen
- 1965: Schüsse aus dem Geigenkasten
- 1965: Willkommen in Altamont
- 1966: Intercontinental Express – Zwei im falschen Zug
- 1966: Der schwarze Freitag
- 1966: Nur einer wird leben
- 1967: Eine Handvoll Helden
- 1967  Verräter (Fernsehdreiteiler)
- 1967: Liebesgeschichten
- 1967: Flucht über die Ostsee
- 1968: Der Turm der verbotenen Liebe
- 1969: Nennen Sie mich Alex (Fernsehfilm)
- 1969: Kim Philby war der dritte Mann (Fernsehfilm)
- 1969: Rebellion der Verlorenen (Fernsehdreiteiler)
- 1970: Wie ein Träne im Ozean
- 1970: Tod nach Mitternacht
- 1970: Der Fall Sorge
- 1970: Peenemünde
- 1970: Der Polizeiminister
- 1970: John Klings Abenteuer – Der Urlaub mit Renate
- 1972: Einmal im Leben – Geschichte eines Eigenheims
- 1972: Zeitaufnahme (Fernsehfilm)
- 1972: Verrat ist kein Gesellschaftsspiel
- 1972: Der Stoff aus dem die Träume sind
- 1972: Der Illegale (Fernsehdreiteiler)
- 1972: Ein Toter stoppt den 8 Uhr 10 (Fernsehfilm)
- 1972: Tatort – Rechnen Sie mit dem Schlimmsten (Fernsehreihe)
- 1973: Paganini
- 1973: Tatort – Ein ganz gewöhnlicher Mord (Fernsehreihe)
- 1973: Die Abenteuer des Monsieur Vidocq (Les Nouvelles Aventures de Vidocq, Fernsehserie, 1 Folge)
- 1974: Die großen Detektive (Les Grands Détectives, Fernsehserie, 1 Folge)
- 1974: Die unfreiwilligen Reisen des Moritz August Benjowski
- 1975: Die gelbe Karawane
- 1975: Das Netz
- 1976: Inspektion Lauenstadt – Die Frau des Briefträgers (Fernsehreihe)
- 1976: Alltagslegende (Fernsehfilm)
- 1979: Tatort – 30 Liter Super (Fernsehreihe)
- 1979: Jenseits von Schweden (Fernsehfilm)
- 1980: Tödliches Geheimnis
- 1981: Tod eines Schülers
- 1981: Büro, Büro
- 1981: Die bleierne Zeit
- 1982: Die Krimistunde (Fernsehserie, Folge 1, Episode: „Besser als Mord“)
- 1982: Blut und Ehre – Jugend unter Hitler
- 1984: Die Wannseekonferenz
- 1984: Diese Drombuschs (als Herr Immelmann)
- 1985: Plötzlich und unerwartet
- 1985: Die Schwarzwaldklinik
- 1986: Die Krimistunde (Fernsehserie, Folge 20, Episode: „40 Detektive später“)
- 1986: Die Wilsheimer
- 1987: Die Krimistunde (Fernsehserie, Folge 25, Episode: „Die Nilkatze“)
- 1987: Tatort – Tod im Elefantenhaus (Fernsehreihe)
- 1988: Die Bombe (Fernsehfilm)
- 1988: Tatort – Die Brüder (Fernsehreihe)
- 1989: Ein Fall für zwei: 70.000 bar
- 1990: Der Alte – Der Nachfolger
- 1991: Schwarz-Rot-Gold (Fernsehreihe)
- 1994: Hallo, Onkel Doc! – Verzweiflung
- 1995: Peter Strohm (Fernsehserie)
- 1997: Solo für Sudmann (Fernsehserie, Folge „Looping“)
- 1997–2003: SOKO 5113 (Fernsehserie)

## Hörspiele
- 1991: Adolf Schröder: Berger und Levin Regie: Bernd Lau (NDR)
- 1994: Die drei ??? und der verrückte Maler (als William Ashley)[2]
- 1994: TKKG Der Böse Geist vom Waisenhaus (als Rotbart Vleske)
- 1995: Die drei ??? Diamantenschmuggel (als Robert Applebloome)[3]